# Chinesische Malerei

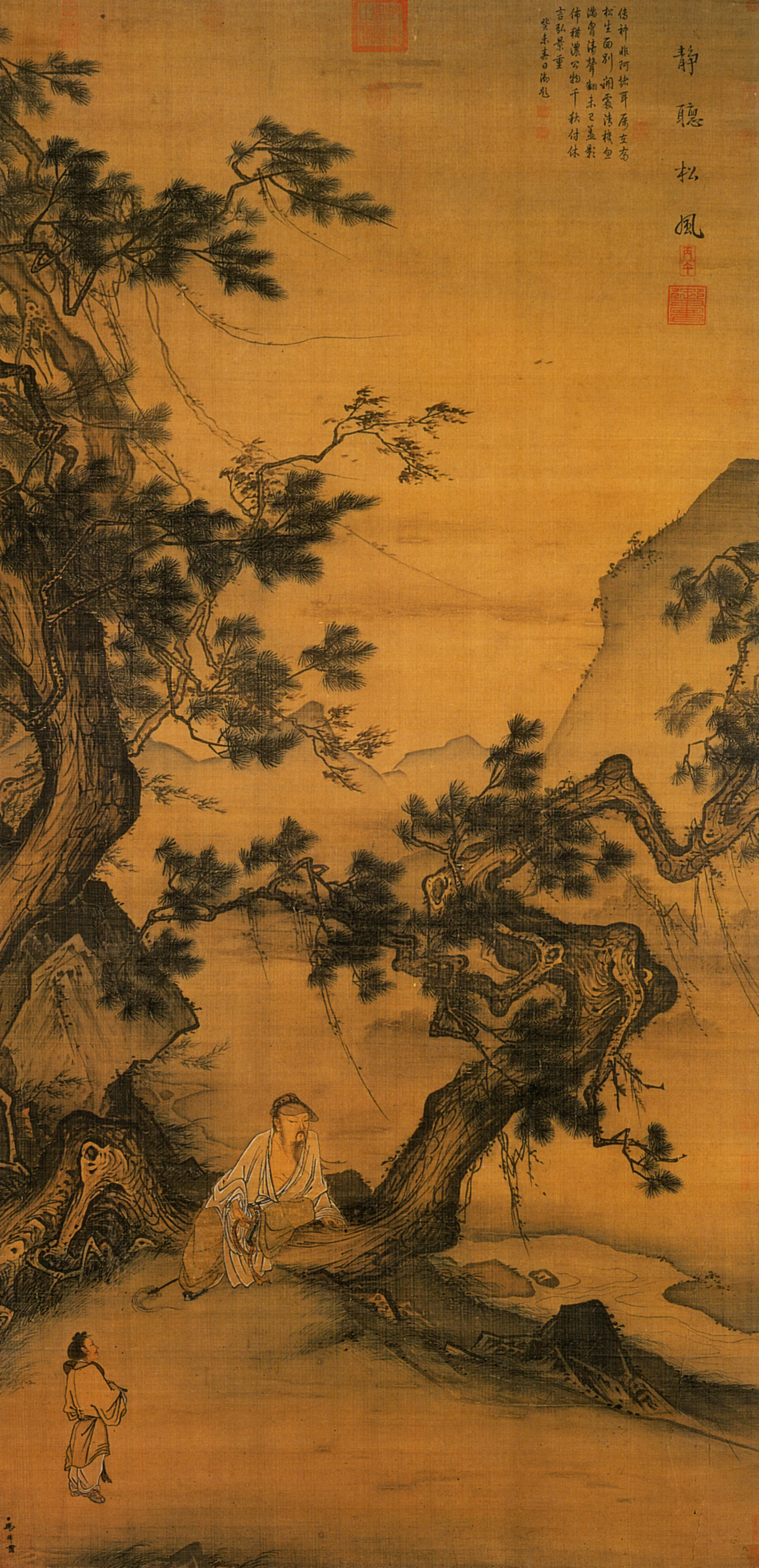
Dem Wind in den Kiefern lauschend, gemalt von Ma Lin, 1246

Die Chinesische Malerei ist eine Ausprägung der chinesischen Kunst und damit der chinesischen Kultur. Wie die chinesische Geschichtsschreibung oder auch die chinesische Musik kann sie auf einen jahrtausendelangen Zeitraum zurückblicken. 

## Wesen
Im Gegensatz zur Malerei des Abendlandes seit der Renaissance ist die Malerei in der Volksrepublik China nicht um Originalität und einen „persönlichen“ Stil bemüht. Vielmehr führt sie eine Schultradition fort; viele Maler finden erst im hohen Alter einen eigenen Stil. Dies bewirkt eine gewisse Zeitlosigkeit chinesischer Bilder.
Für den europäischen Betrachter werden erst die Werke aus der Zeit der Tang-Dynastie leichter fassbar; damals kam nämlich die Landschaftsmalerei auf, die sich zwar sehr von der abendländischen Landschaftsmalerei unterscheidet, aber immerhin einen guten Einstieg bietet. Dem chinesischen Maler ist die naturgetreue Darstellung der Landschaft unwichtig, für ihn zählt mehr die Stimmung und Atmosphäre die im Betrachter Empfindungen wecken soll und weckt. Auch sonst geht es wenig um die exakte Nachbildung eines Objekts, sondern um das Einfangen seines Wesens, seines Entwicklungsmusters, seiner Bewegungen.
Auch in der Behandlung der Bilder unterscheiden sich beide Kulturen. Im Abendland werden Bilder eingerahmt und an einem festen Platz an der Wand fixiert, während chinesische Bilder auf hängenden Seiden- oder Papierrollen („hanging scrolls“) gemalt sind und nur hervorgeholt werden, wenn man sie betrachten will.
Die Unterlage für die Bilder ist ein weiterer Unterschied beider Kulturen, der noch einen größeren Unterschied beinhaltet. Die verwendeten Seiden- oder Papierrollen sind nämlich empfindlich und ermöglichen keinerlei Korrekturen, was den Maler dazu zwingt, das Bild bereits in seinem Kopf entstehen zu lassen, bevor er es auf Papier bannt. Die geistigen Voraussetzungen sind also völlig anders.

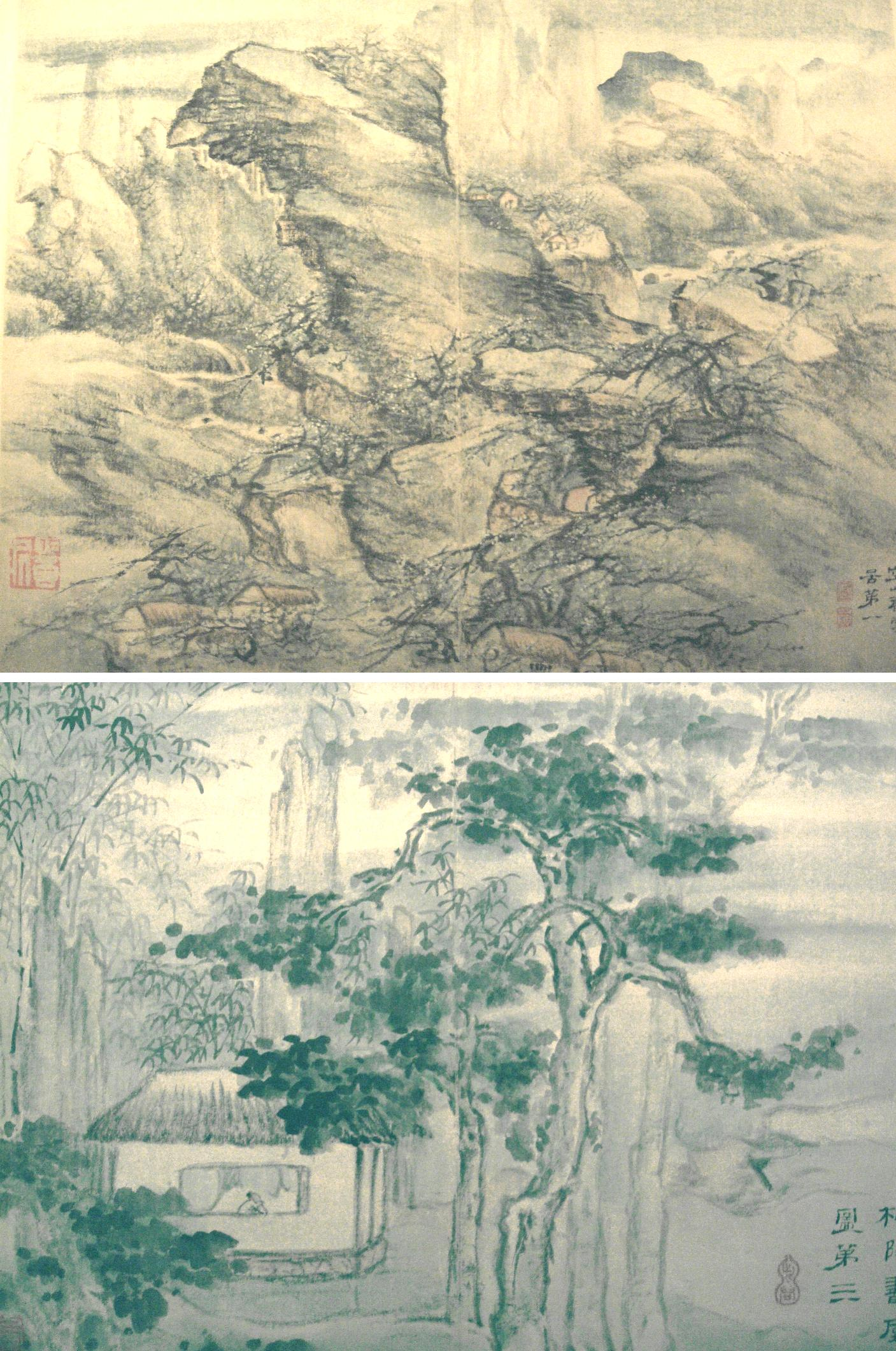
Zwei Gemälde von Gao Fenghan (1683–1748) als Beispiele für den trockenen und den nassen Malstil

Während westliche Maler sehr viel Mühe auf die Darstellung von Licht und Schatten verwenden, stellt ein chinesischer Tuschmaler Schärfe oder Kontur vor allem durch den gezielten Einsatz der nassen bzw. der trockenen Maltechnik dar, die den bekannten daoistischen Yin-Yang-Gegensatz im Bereich der Kunst widerspiegelt. Der nasse Strich steht dabei für das weibliche, weiche, diffuse Yin-Prinzip, der trockene für das männlich-harte und lichte Yang.
Da chinesische Landschaftsbilder oft auch der Meditation dienen, verzichten die Maler auf den übermäßigen Gebrauch von Farbe, die den Betrachter nur ablenken würde. Dafür wird die Farbe aber in den vier anderen Hauptbereichen der chinesischen Malerei stark verwendet. Diese sind: Porträts, erzählende Genrebilder, Tierbilder und Blumen- oder Pflanzenbild. In diesen Bereichen wird meist auf Umrisslinien aus Tusche verzichtet, was ihnen die Bezeichnung knochenlos einbrachte. Dem Landschaftsbild hingegen verleihen die Knochen d. h. Umrisslinien die Konturen.
Die Darstellungen der Tuschmalerei enthalten viel versteckte Symbolik, was dem Bild für den, der sie zu deuten vermag, eine zusätzliche Dimension verleiht. So drückt beispielsweise ein Bild von Kranichen mit einer Kiefer als ein Geschenk zur Pensionierung den Wunsch für ein noch lange währendes Leben aus.
Die Verwendung von Schriftzügen, die mit dem Bild harmonieren, ist eine weitere Eigenheit der chinesischen Malerei und wird durch die einheitliche Führung des Pinsels erreicht.
In China verlangt das Studium dieser traditionellen Malerei einen langen Lernprozess und sehr viel Übung. Der Schüler kopiert die Bilder seines „Meisters“, die oft selbst Kopien älterer Werke sind, so dass oft ein Bild von Generationen von Schülern in deren jeweils eigenem Stil gemalt wird. Die Schüler eignen sich möglichst viel Theorie und Praxis an, um mit überlieferter Technik ein ganz eigenes Original zu schaffen.
Ein Werk der chinesischen Tuschmalerei sollte „Qi“ (oder Chi) besitzen, ein nicht leicht zu übersetzender Begriff, der so viel wie „Leben“, „Eigenleben“ oder „Energie“ bedeutet. Auch Stimmung und Charakter des Künstlers beeinflussen das Werk, so dass man bei der Interpretation eines Bildes die Energie seines Schöpfers nicht übersehen sollte. Wie ein chinesischer Lehrer einmal bemerkte, tragen Maler aus dem Orient den kulturellen Hintergrund in ihrer Seele, während ein Künstler aus dem Westen die richtige Atmosphäre erst erschaffen muss.
Im Laufe der Jahrhunderte kristallisierten sich sechs Kunstprinzipien heraus:
1. Der künstlerische Ausdruck ist persönlich, und jedes Gemälde bzw. jeder Pinselstrich widerspiegelt den Charakter und die Gesinnung des Künstlers;
2. Es besteht kein Unterschied zwischen Malerei und Kalligraphie bzw. Schönschrift. Etwaige Ergänzungen oder Erklärungen, Worte des Lobes oder der Kritik an Randstellen eines Gemäldes wurden als untrennbarer Teil davon aufgefasst;
3. Die Natur ist kein selbständiges Thema, sondern wird in der Kunst hinsichtlich des Ausmaßes ihrer Beziehung zum Menschen und zum menschlichen Geist untersucht;
4. Ein Gemälde, das den Namen verdient, enthält nicht unbedingt schreiende Farben oder auffallende Pinselstriche, sondern drückt eine bescheidene und verinnerlichte Haltung aus;
5. Hauptthema in der Kunst ist die Landschaft. Auch wenn in einer Landschaft menschliche Figuren auftauchen, sind sie meist einfach gestaltet und dienen als Symbol;
6. Künstler in China sahen sich als Fortsetzer einer wichtigen und reichen Tradition und als Erben von Männern, die sowohl Maler als auch Gelehrte waren und gleichzeitig der Kunst einen persönlichen Ausdruck verliehen.[1]

## Geschichte

### Tang-Dynastie (und die Zeit davor)
Während die Bilder in der Frühzeit der ersten 600 Jahre n. Chr. durch sittlich moralische und religiöse Themen, Jagdszenen und die Illustration von Totenkulten geprägt waren, begann sich die Malerei zunehmend in etwa ab dem vierten Jahrhundert, einhergehend mit der Entdeckung der Landschaft, zur empfindsamen künstlerischen Ausdrucksform in Pinselführung und Malduktus zu entwickeln, die über die bloße Abbildhaftigkeit des Gezeigten hinauswies. Wang Hsi-chih und Ku K'ai-chih (Gu Kaizhi) sind zwei hierfür beispielgebende Künstler.

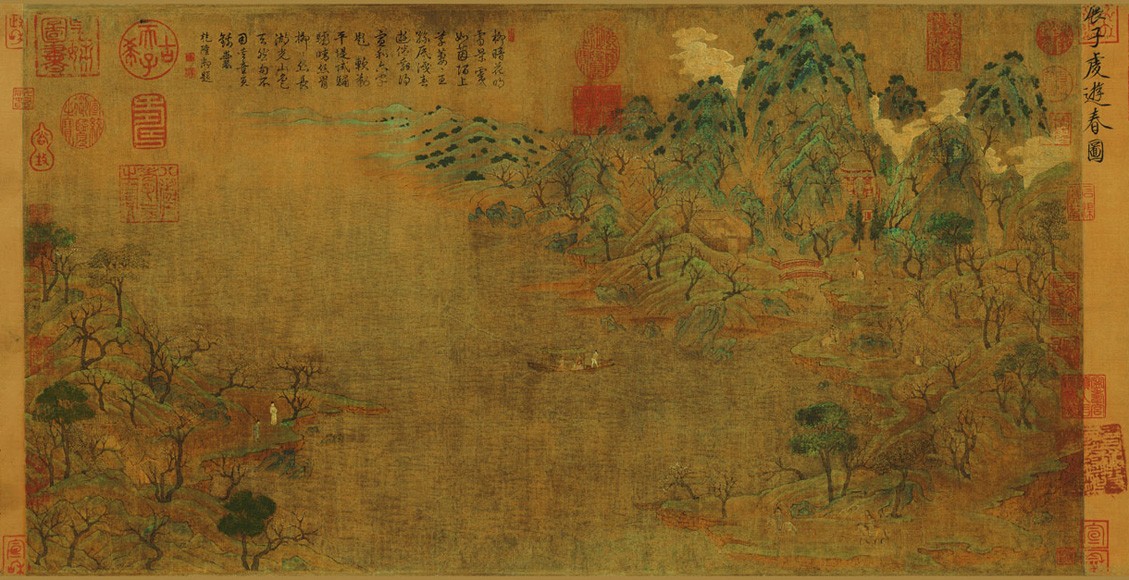
Zhǎn Zǐqián: Müßiggang im Frühling

Vom Sui-Maler Zhǎn Zǐqián (展子虔; um 600) ist ein Werk erhalten, in dem die Berge erstmals perspektivisch dargestellt werden. Es gilt als erste szenische Landschaftsmalerei in der ostasiatischen Kunst. 
Die Landschaftsmalerei aus der Zeit der Tang-Dynastie (618–907) fand ihre bemerkenswerte Eigenart im so genannten „Blau-Grün-Stil“ des Malers Li Sixun und seines Sohns Li Zhaodao. Blau und Grün waren die beiden dominierenden Farbtöne besonders in der Farbgestaltung der Berghänge. Daneben ist die Malerei der Tang-Zeit von buddhistisch geprägten Bildern aus Indien beeinflusst. Insbesondere die religiös inspirierte Fresko-Malerei hatte im achten Jahrhundert ihre seitdem nie wieder erreichte Höhe. Die Zeit unter der Herrschaft des Kaisers Ming-huang (= Tang Xuanzong 712/13–756) wird als das klassische Goldene Zeitalter der „Strahlenden Majestät“ bezeichnet. Aus dieser für die Kunst bedeutenden Epoche sind unter anderem Werke der Künstler Han Kan (Hán Gàn) und Wang Wei überliefert. Wang Wei wurde besonders durch seine monochrome Tuschmalerei bekannt.
Neben herausragenden Werken der Landschaftsmalerei, Blumen- und Vogelbildern, erlebte auch die höfische Porträtmalerei hohe Anerkennung. Die berühmten Tempel-Fresken (z. B. „der Tod Buddhas“) des wohl als höchstes Genie eingeschätzten Malers Wu Tao-tse (680–760) hingegen wurden bei der großen Buddhistenverfolgung des Jahres 843 zerstört.

### Song-Dynastie
Einen Höhepunkt erreichte die chinesische Malerei in der Song-Dynastie. In ihr entfaltete sich insbesondere auch die in China besonderen Stellenwert genießende Tuschmalerei.

#### Landschaft
Die Landschaftsbilder etwa gewannen in dieser Zeit einen subtileren Ausdruck. Die Unermesslichkeit von räumlichen Entfernungen wurde beispielsweise durch verschwommene Umrisse, durch im Nebel verschwindende Bergsilhouetten oder eine geradezu impressionistische Behandlung von Naturphänomen angedeutet. Die Natur wird als majestätisches Ganzes erfasst, aus dem menschliche Tätigkeit weitgehend verbannt wird. Beliebt war in bei derartigen Gemälden eine Kompositionstechnik, die die wesentlichen Elemente im Vordergrund diesseits einer Bilddiagonale zusammendrängt, während der Rest des Bildes die Unendlichkeit andeutet. Als Beispiel kann das Lǐ Táng (李唐; 1047–1127) zugeschriebene Werk Unzählige Bäume und seltsame Gipfel dienen. Die Gegenposition vertrat Guō Xī (郭熙; 1020–1090), dem gemäß es Aufgabe eines Gemäldes sei, dem Betrachter den Eindruck zu vermitteln, er befinde sich an Ort und Stelle (Vorfrühling, Herbst im Flusstal). Eine eher „gezähmte“ und vom kunstsinnigen Menschen „genossene“ Natur steht indes in den späteren Werken der südlichen Song-Dynastie im Vordergrund, insbesondere denen der Ma-Hsia-Schule. Mǎ Yuǎns (馬遠; ca. 1155–1235) berühmtes Auf einem Gebirgspfad im Frühling gehört hierher, aber auch die Werke Xià Guīs (夏珪; ca. 1180–1230).

#### Figurenmalerei
Weiter entwickelt wurde auch die Figurenmalerei. Sehr lebensnah, um nicht zu sagen „irdisch“ gezeichnet erscheinen der Kleinkram-Hausierer auf Li Sungs gleichnamigem Bild wie auch seine Kundin mit ihren fünf Kindern. Von ganz anderer Art sind die farbigen, in ihrer miniaturartigen Figürlichkeit von manchen Kunsthistorikern als „fast nahöstlich“ beschriebenen Personen auf dem anonymen Historiengemälde Die Reise des Kaiser Minghuang nach Shu oder in Chao Yens Acht Reiter im Frühling. Wie bereits in früheren Perioden werden auch weiterhin gerne Menschen in ehrfürchtiger Kontemplation vor der Natur gezeigt, verschwinden nunmehr aber nicht mehr notwendigerweise vor majestätisch-überwältigenden Landschaftskulissen, sondern nehmen durchaus zentrale Positionen ein. Zu nennen sind in diesem Zusammenhang insbesondere der vermutlich den Dichter Tao Yuanming darstellende Vornehme Gelehrte unter einer Weide, vor allem aber auch Mǎ Líns (馬麟; ca. 1180–1256) berühmtes Dem Wind in den Kiefern lauschend.

#### Tiere und Pflanzen

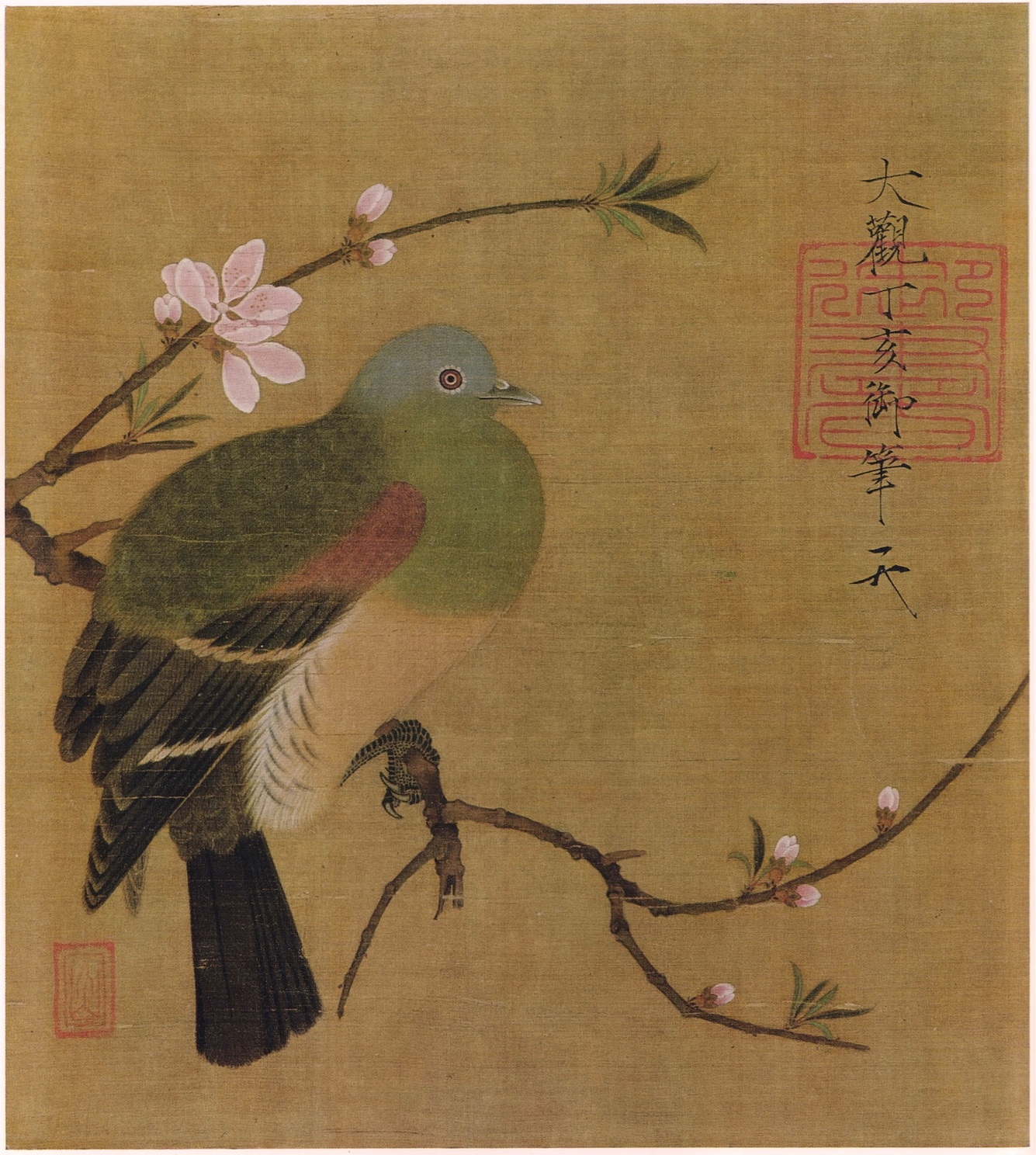
Taube auf dem Pfirsichzweig, Huizong

Ein zentraler Gegenstand der Song-Malerei waren auch Tier- und Pflanzendarstellungen. Als größter Meister dieses Genres galt der kaiserliche Akademiemaler Cuī Bái (Ts’ui Po, 崔白, aktiv 1068–1077). Seine Zeitgenossen beeindruckte er dadurch, dass er seine Schöpfungen ohne jede Vorstudie unmittelbar mit dem Pinsel auf Seide zu malen pflegte und selbst lange Geraden ohne Lineal zu ziehen vermochte. Sein Ruhm gründet sich auf nur ein einziges erhaltenes, aber zu den größten Werken der chinesischen Malerei gerechnetes Bild Hase und Eichelhäher. Ein weiterer großer Vogel- und Blumenmaler der Epoche war Kaiser Huīzōng (徽宗; 1082–1135), von dem unter anderem die Taube auf dem Pfirsichzweig stammt. Als begnadeter Katzenmaler galt der Akademie-Künstler Mao I. Wen Tong (文同; 1018–1079) aus dem 11. Jahrhundert war berühmt für seine Bambus-Tuschbilder. Er war in der Lage, mit zwei Pinseln in der Hand zwei Bambus-Stängel gleichzeitig zu malen. Aufgrund seiner umfangreichen Erfahrung konnte er sie auch ohne Probleme aus dem Gedächtnis zeichnen.

#### Buddhismus
Eine andere Richtung der Song-Malerei nahm schließlich buddhistische Themen auf. Gerne dargestellt wurden insbesondere versunkene Adepten des sich damals gerade entwickelnden Zen-Buddhismus, etwa in Shih K’os Bildrolle Zwei Patriarchen in innerer Harmonie. Aber auch der orthodoxe Buddhismus fand in den Werken der Song-Künstler vielfältig Niederschlag. Genannt sei Zhang Shengwen (張勝溫; 2. Hälfte 12. Jh.) im Nationalen Palastmuseum zu Taipeh aufbewahrte Handbildrolle mit den Darstellungen der verschiedenen Buddha-Inkarnationen.

#### Abstraktion
Bahnbrechend wirkte schließlich die insbesondere auf Sū Dōngpō (蘇東坡; 1037–1101) zurückgehende, konfuzianisch, aber auch zen-buddhistisch beeinflusste und bisweilen erstaunlich modern wirkende Wen-Jen-Hua-Schule. Sie brach mit dem lange unbestrittenen Dogma, Malerei müsse möglichst naturgemäß ihr Objekt wiedergeben. Nach Su Dongpo dient das Thema indes lediglich als Rohstoff, der in ein Bild verwandelt werden müsse. Der Ausdrucksgehalt eines Bildes komme aus dem Inneren des Künstlers und müsse nicht notwendig in Beziehung zum Dargestellten stehen. Häufig bediente man sich hierbei auch extrem unkonventioneller, allgemein als „dilettantisch“ angesehenen Maltechniken. Exemplarisch kommt der Gedanke der Wen-Jen-Hua-Schule etwa in Liáng Kǎis (梁楷; 1127–1279) berühmten Porträt von Lǐ Bái (李白; 701–762) zum Ausdruck, in dem der Dichter gekonnt mit wenigen Pinselstrichen skizziert wird. Sich selbst nannte er „den verrückten Liang“ und verbrachte sein Leben mit Trinken und Malen. Gegen Ende seines Lebens zog er sich von der Welt zurück und trat in ein Zen-Kloster ein. Weitere bedeutende Vertreter dieser Richtung sind Mǐ Fú (米芾; 1051–1107), von dem keine Werke erhalten sind, sein Sohn Mǐ Yǒurén (Mi Yu-jen 米友仁; 1086–1165), weiter Mùqī (牧谿; 2. Hälfte 13. Jh.), der insbesondere durch seine merkwürdig abstrahierte Affenmutter mit Kind bekannt geworden ist, schließlich Wáng Tíngyún (王庭筠; 1151–1202).

### Yuan-Dynastie
In der Yuan-Dynastie, einer Zeit der mongolischen Fremdherrschaft, lag die Malerei vorwiegend in den Händen der gelehrter Literatenmaler. Die meisten von ihnen hatten sich unter stummem Protest gegen die neue politische Lage aus dem öffentlichen Leben zurückgezogen und gingen ihrer Kunst im Privaten nach. Eine Hochburg befand sich im südlichen Yangzi-Delta zwischen Hangzhou und der Flussmündung. Daneben gab es aber, vor allem in der Frühzeit vor Kubilai Khans Tod 1333 durchaus Maler, die daneben hohe Ämter am Yuan-Hof in Peking bekleideten, wie etwa der Minister Zhào Mèngfǔ (趙孟頫; 1254–1322) oder der Gerichtshofspräsident Gāo Kègōng (高克恭; 1248–1310).
Das künstlerische Erbe der südlichen Song-Dynastie lehnten die Künstler der Yuan-Zeit weitgehend ab, der Akademiestil am alten Kaiserhof galt ihnen als zu romantisierend, zu „gefällig“, buddhistische Zen-Malerei indes insbesondere wegen ihrer radikalen Pinseltechniken als „disziplinlos“. Angeknüpft wurde daher vielmehr an die nördlichen Song, vor allem aber an die ältere Tang-Kunst, von der man insbesondere die verbreitete „Grün-Blau-Manier“ übernahm. Die Tonabstufung der späten Song sind zugunsten kräftig-plakativer Farben verschwunden, Raum und Umwelt werden als Gestaltungsmittel kaum mehr eingesetzt. Im Vergleich zu ihren Vorbildern schmähte man die Yuan-Bilder von der Kunstgeschichte häufig als „zurückhaltend unterkühlt“, als „leidenschaftslos“.
An Huáng Gōngwàng (黄公望; 1269–1354) wurde indes die Verbindung dieser Zurückhaltung mit „Kraft und Charakter“ geschätzt. Sein Alterswerk „In den Fuchun-Bergen verweilend“ gilt als eines der einflussreichsten Bilder der chinesischen Kunstgeschichte und wurde dementsprechend häufig von nachfolgenden Malergenerationen kopiert, zitiert und rezipiert. Anerkannt wird auch Ní Zàn (倪瓚; 1301–1374) wegen seines – nach chinesischer Auffassung im besten Sinne – „reizlosen“ Stils und der gewollt „dilettantischen“ Maltechnik, die den Literatenmaler von seinen professionellen Kollegen, der sozial wenig geachteten „Berufsmalern“ unterschied. Insbesondere auf Raumwiedergabe und naturalistische Darstellung von Objekten legte Nizan wenig Wert.
Weitere wichtige Vertreter der Yuan-Malerei waren Qián Xuǎn (錢選; 1235–1305), Wú Zhèn (吳鎮; 1280–1354), Sheng Mou und Wáng Méng (王蒙; 1308–1385).

### Ming-Dynastie

#### Zhe-Schule
Im Bereich der Malerei etablierten sich in der Ming-Zeit insbesondere zwei Schulen: Eine davon, die später so genannte Zhe-Schule, knüpfte an die Tradition der Akademien der südlichen Song-Dynastie an und belebte insbesondere den Stil Ma Yuans. Ihre Mitglieder waren vorzugsweise Berufsmaler am Hof der Ming-Kaiser. Wegen ihres gegenüber ihren Vorbildern als unzulänglich empfundenen Stils aber auch wegen ihrer niedrigen sozialen Stellung schlug ihnen von Seiten der Gelehrtenbeamten Geringschätzung entgegen. Der Hauptmeister der Zhe-Schule, Dài Jìn (戴進; 1388–1462), starb nach seinem frustrierten Rückzug ins Privatleben in Armut und Verzweiflung.

#### Wu-Schule
Gegen Ende des 15. Jahrhunderts entstand in der Gegend um die Stadt Suzhou die Wu-Schule. „Wu“ ist eine alte Bezeichnung für eine Landschaft am Unterlauf des Flusses Yangzi in der Nähe der Stadt.
Die Schulrichtung wurde vorwiegend von gelehrten Amateurmalern favorisiert, denen ihre finanzielle Unabhängigkeit volle Hingabe an die Kunst ermöglichte. Zu den bedeutendsten Vertretern gehören der Begründer der Schule Shěn Zhōu (沈周; 1427–1509), sowie Wén Zhēngmíng (文徵明; 1470–1559), Táng Yín (唐寅; 1470–1523) und Qiú Yīng (仇英; 1. Hälfte 16. Jh.). Die Wu-Schule setzte die Landschaftsmalerei der nördlichen Song sowie die Tradition der Yuan-Dynastie fort und knüpfte insbesondere an die Kunst Ní Zàns und der gelehrten Literatenmalerei an.
Zum Ende der Dynastie traten überdies Theoretiker auf wie insbesondere Dǒng Qíchāng (董其昌; 1555–1636), auf den die Einteilung der chinesischen Malerei in eine Nord- und eine Südschule zurückgeht.

### Qing-Dynastie
Zu Beginn der Qing-Dynastie hatten sich endgültig die Literatenmaler durchgesetzt; die Berufsmaler spielten demgegenüber kaum mehr eine Rolle.

#### Orthodoxe Schule
Die Maler der orthodoxen Schule orientierte sich weiter an traditionellen Vorbildern, insbesondere an dem Ming-Maler Dǒng Qíchāng. Die Bilder wurden sorgsam Linie für Linie und Ton für Ton aufgebaut, man vermied sicherere, ungebrochene Linien und einfache Flächen. Auch auf technische Kunstgriffe und die Erzielung besonderer Effekte wurde weitgehend verzichtet. Die Schule wird von der Kunstgeschichte außerhalb Chinas meist als epigonal und zweitrangig betrachtet. Wichtige Vertreter sind die vier Brüder Wang, Wáng Shímǐn (王時敏; 1592–1680), Wáng Jiàn (王鑒; 1598–1677), Wáng Huī (王翬; 1632–1717, siehe auch: Südreise des Kaisers Kangxi) und Wáng Yuánqí (王原祁; 1642–1715) sowie Wú Lì (吴历; 1632–1718) und Yùn Shòupíng (恽寿平; 1633–1690) („Die Sechs großen Orthodoxen“). Sie lebten in relativ starkem Kontakt zum bürgerlichen Alltagsleben und bekleideten oft hohe Beamtenposten.

#### Individualistische Schule

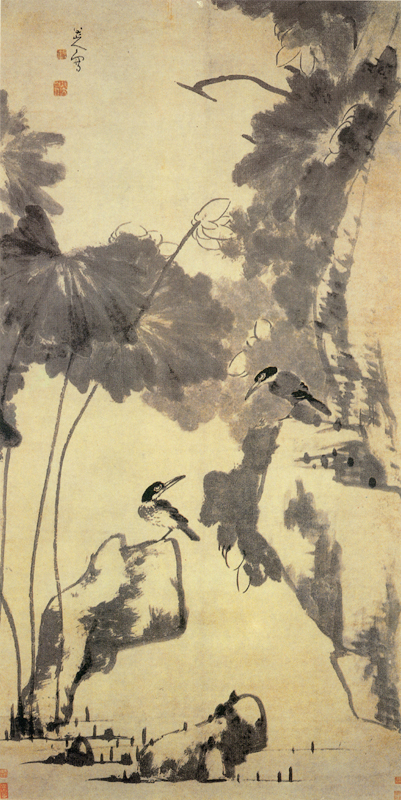
Lotus und Vögel, von Zhu Da

Dem steht die zeitgleich auftretende sog. individualistische Schule gegenüber. Ihre Vertreter führten meist ein eher weltflüchtiges Leben und zogen sich in Klöster und Einsiedeleien zurück. Sie pflegten einen freieren Stil, arbeiten häufig mit aufgelösten, körperlosen Formen sowie Licht und Schatten und schufen so unter anderem sehr stimmungsvolle, beseelte Landschaftsbilder. Teilweise zeigten sie exzentrische Züge wie der abwechselnd zu Stummheit und unartikulierten Schreien neigende Zhū Dā (朱耷; 1626–1705). Shí Tāo (石濤; auch Daoji; 1642–1707) indes wirkte auch als Malereitheoretiker. Seine zahlreichen visuellen Anregungen verdichtete er zu einem begrenzten und geordneten System von Formen, die Ursprung aller Erscheinungen in der Welt seien. Bekannt wurde er u. a. durch eine Illustration zu Tao Yuanmings Geschichte vom Pfirsichblütenquell. Weitere bedeutende Vertreter der individualistischen Schule sind Kūn Cán (髡殘; 1610–1693), Hóng Rén (弘仁; 1603–1663) und Gōng Xián (龔賢; 1618–1689) (sog. „Nankingschule“).

#### Acht Exzentriker von Yangzhou
Im 18. Jahrhundert kam als dritte Malerschule der Qing-Zeit die der Acht Exzentriker von Yangzhou dazu. Sie knüpften an den freieren Stil der Individualisten an, entwickelten aber mitunter geradezu bizarre Maltechniken. Gāo Qípeì (高其佩; 1660–1734) etwa, bereits mit acht Jahren ein anerkannter Maler, malte seine Bilder mit Händen und Fingern, vor allem aber deren Nägeln. Jīn Nóng (金農; 1687–1764) pflegte mit einer unentwirrbaren Mischung aus fehlendem technischen Talent und „bewusster“ Unbeholfenheit zu kokettieren und das zeitgenössische Publikum durch seine verflacht-pastosen, geradezu naiv wirkenden Schöpfungen zu verwirren („Junger Mann am Lotusweiher“). Als Meister des Weglassens und Beschränkungen profilierte sich der insbesondere durch seine Vogelbilder bekannt gewordene Huá Yán (華喦; 1682–1765). Luó Pìn (羅聘; 1733–1799) schließlich ist der Nachwelt durch das schwermütig-ausdrucksvolle Porträt seines Freundes I-an im Gedächtnis.

#### Giuseppe Castiglione
Der jesuitische Missionar Giuseppe Castiglione (* 1688 in Mailand; † 1766 in Peking) wirkte als Hofmaler unter drei Kaisern der Qing-Dynastie – Kangxi, Yongzheng und Qianlong. Er gilt als Begründer des Qing-Hofstils, in dem Elemente der chinesischen Malerei, mit dem Schwerpunkt auf Landschaftsmalerei, und der europäischen Malerei mit dem Schwerpunkt auf menschliche Porträts, zu einem eigenständigen Stil verschmolzen wurden. Ein bekanntes Werk von ihm sind die Vier Afghanischen Rosse.

## Moderne
Nach dem Sturz der Qing-Dynastie fand in der chinesischen Malerei eine bis dahin so nicht gekannte Differenzierung statt. Viele Künstler lösten sich unter vielfältigen politischen und kulturellen Einflüssen von den traditionellen Vorbildern und entwickelten höchst individuelle Stile.
Qí Báishí (齐白石; 1864–1957) übernahm zwar noch Elemente der traditionellen Gelehrtenmalerei, entwickelte die Technik aber erheblich weiter. Seine im Xieyi-Stil gehaltenen Bilder zeichnen sich durch einfache Strukturen und schnelle, gekonnte Pinselstriche aus. Zu seinen bevorzugten Sujets gehören ländliche Szenerien, Ackergeräte, vor allem aber besonders lebensecht wirkende Darstellungen von Kleintieren wie Krabben, Krebsen und Kaulquappen, von Mäusen, Vögeln und Insekten sowie von Pflanzen wie Päonien, Lotos, Kürbissen und Bananen. Menschliche Figuren wirken auf seinen Bildern indes häufig etwa unbeholfen und naiv gestaltet. Manche Bilder tragen auch humoristische Züge.
Xú Bēihóng (徐悲鸿; 1895–1953) etwa, der in Paris an der Nationalen Akademie für Bildende Kunst studiert und später u. a. Deutschland, Belgien, die Schweiz und Italien bereist hatte, importierte europäische Techniken in die chinesische Malerei. Bekannt geworden ist er etwa als Maler galoppierender Pferde. In den 1930er Jahren schuf er einflussreiche Gemälde wie Tian Heng und fünfhundert Rebellen, Jiu Fanggao und Frühlingsregen über dem Lijiang-Fluss.
Ebenfalls an der europäischen Kunst, wenn auch an moderneren Werken, orientierte sich der ebenfalls in Frankreich ausgebildete Lín Fēngmián (林風眠; 1900–1991). Von der offiziellen Kulturpolitik der Volksrepublik wurde er lange Zeit geächtet; später wurden Lins Werke aber unparteiischer beurteilt. Sein Werk prägen grelle Farben, auffällige Gestalten und reicher Inhalt.
Der Blumen- und Landschaftsmaler Pān Tiānshòu (潘天壽; 1897–1971) indes betonte stets die Notwendigkeit des Abstands zur europäischen Malerei und knüpfte stattdessen an historischen Vorbilder wie Zhū Dā und Shí Tāo an. Von den Akademiemalern des Südlichen Song-Dynastie übernahm er das Arbeiten mit scharfen Kontrasten und großen leeren Flächen. Bisweilen benutzte er zum Malen auch die Fingerspitzen. Zu Pans bedeutendsten Werken gehören Nach dem Regen, Blumen auf dem Yandang-Berg und Berge nach dem Regen.

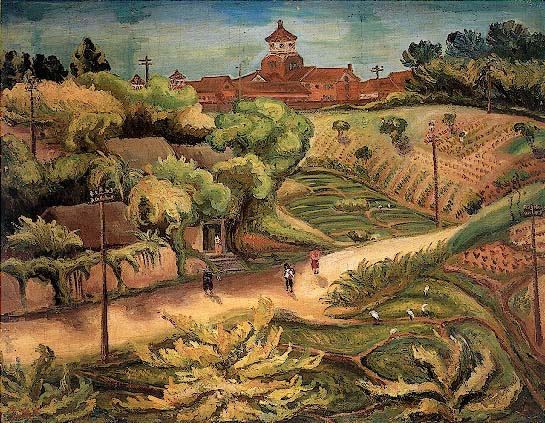
Tamsui-Oberschule, Gemälde von Chen Chengpo, 1936

Die Kunst des in Japan ausgebildeten Fù Bàoshí (傅抱石; 1904–1965) knüpft einerseits ebenfalls an die individualistische Gelehrtenmalerei Shí Tāo an, wurde aber auch von Einflüssen der japanischen Nihonga-Schule gespeist, die Fu während eines zweijährigen Studienaufenthalts kennengelernt hatte. Seinen bisweilen gegensätzlichen und widersprüchlichen Stil prägen zügige und doch akkurate Linienführung und trockene Textur, andererseits aber auch und großflächige Lavierungen. Thematisch dominieren Landschaften, häufig mit Wasserfällen oder reißenden Bergbächen, aber auch Darstellungen historischer und mythologischer Gestalten.
Auf Landschaftsmalerei spezialisierte sich auch der von Li Fengmian und Xu Beihong geförderte Lǐ Kěrǎn (李可染; 1907–1989). Ihm wird die Devise „Eine Biographie für die Berge und Flüsse der Heimat schreiben“ zugeschrieben. Während er anfangs eher zu flüchtigen Skizzen neigte, bemühte er sich in höherem Alter zunehmend um eine künstlerische Verdichtung seiner Naturwahrnehmung. Auch er arbeitete häufig mit leeren Flächen und schenkte dem Verhältnis von Licht und Schatten großes Augenmerk.
Vorwiegend in Öl malte der Taiwaner Chen Chengpo (陳澄波; 1895–1947). Stilistisch sind seine Werke in besonderem Maße von der europäischen Malerei beeinflusst und greifen Wesenszüge des Impressionismus, aber auch von Cézanne und Gauguin auf.

## Volksrepublik China
Nach der Machtergreifung der Kommunisten 1949 wurde daneben der in der Sowjetunion entstandene Stil des sozialistischen Realismus propagiert, auf dessen Grundlage häufig Kunst als Massenproduktion hergestellt wurde.
Parallel dazu entstand eine bäuerlich geprägte Kunstrichtung, die sich insbesondere auf Wandbildern und in Ausstellungen mit dem Alltagsleben auf dem Land auseinandersetzte. Eine gewisse Wiederbelebung erfuhr die traditionelle chinesische Kunst nach Stalins Tod 1953 und insbesondere nach der Hundert-Blumen-Bewegung 1956–57. Zu den bedeutenden Malern, die sich seit den 1960er Jahren der Wiederbelebung der traditionellen chinesischen Malerei widmen, gehört der Impressionist der chinesischen Aquarell- und Tuschmalerei, der 1939 in Nanjing geborene Cao Yingyi. Seine kaum weniger bekannte Gattin, Gu Nianzhou, machte sich mit eindrucksvollen Blumenbildern einen Namen.
Andere als die offiziell sanktionierten Stilrichtungen konnten sich alternative Künstler immer nur zeitweise behaupten, wobei sich Phasen starker staatlicher Repression und Zensur mit solchen größerer Liberalität abwechselten.
Nach der Unterdrückung der Hundert-Blumen-Bewegung und insbesondere im Zuge der Kulturrevolution war die chinesische Kunst weitgehend in Lethargie verfallen. Nach den Dengschen Reformen ab ca. 1979 zeichnete sich jedoch eine Wende ab. Einige Künstler durften zu Studienzwecken nach Europa reisen; auch wurden Ausstellungen über zeitgenössische westliche Kunst sowie die Publikation der anspruchsvollen Kunstzeitschrift Review of Foreign Art geduldet. Während sich die Künstlergruppe Die Sterne an die Traditionen der europäischen klassischen Moderne anlehnte, bemühten sich die Maler der „Schramme“ um Bewältigung und künstlerische Verarbeitung des durch die Kulturrevolution über China gebrachten Leids.
Straffer gezogen wurden die Zügel indes 1982, als die Regierung im Zuge einer „Kampagne gegen religiöse Verschmutzung“ die zeitgenössische Kunst als „bürgerlich“ diffamierte, mehrere Ausstellungen schloss und die Redaktion der Art Monthly mit linientreuen Kadern besetzte.

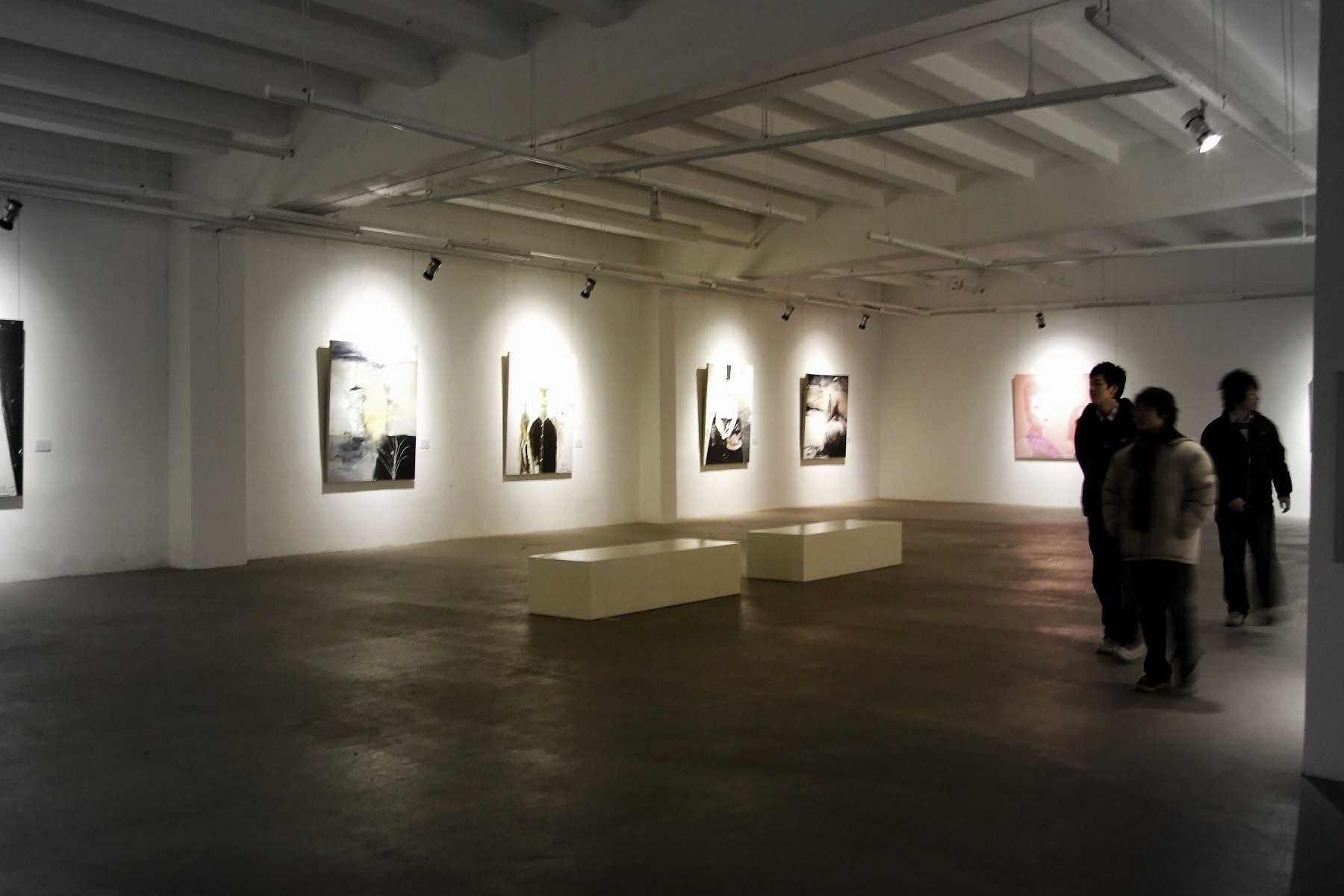
Ausstellung für zeitgenössische Malerei im Pekinger Kunstbezirk Dashanzi, kurz "798"

Als Reaktion auf die sich nunmehr ausbreitende künstlerische Ödnis entstand die Bewegung ’85, die sich auf den Dadaismus, insbesondere Marcel Duchamp, sowie die amerikanischen Pop Art und zeitgenössische Aktionskunst berief. Sie konnte immerhin einige bedeutende Ausstellungen organisieren, wie etwa die „Ausstellung Null von Shenzhen“, das „Festival der Jugendkunst“ in Hubei 1986 sowie die Ausstellung „China/Avantgarde“ in Peking 1989. Trotz massiver Unterdrückung und Behinderung der Bewegung 85 blieb sie über Jahre hinweg am Leben und trug letztlich auch zu den Protesten am Platz am Tor des Himmlischen Friedens im Juni 1989 bei.
Nach deren blutiger Niederschlagung kam die chinesische Kunst erneut zum Erliegen. Einige Künstler wanderten in der Folgezeit aus, andere arbeiteten im Untergrund weiter. In dieser Zeit entstand aber auch der Political Pop, der Elemente des sozialistischen Realismus mit der amerikanischen Popart vereint, um die Übernahme kapitalistischer Strukturen auf der Grundlage eines weiterhin autoritären Staatssystems zu geißeln. Vertreter dieser Richtung sind etwa die „Neue Geschichtsgruppe“ und die „Gruppe des Langschwänzigen Elefanten“ (大尾象工作组
, Mitglieder Lin Yilin, Chen Shaoxiong, Liang Juhui, Xu Tan, Zheng Guogu, Zhang Haier und Hou Hanru). Auch die Arbeit dieser Kunstrichtung wurde von den Behörden aber weitreichend behindert.
"Im Herbst 2000 organisierte der Kurator und Kunstkritiker Feng Boyi zusammen mit dem Künstler Ai Weiwei die bahnbrechende [...] Ausstellung Fuck Off. Sie war eine inoffizielle Ergänzung zur eher regimekonformen 3. Shanghai Biennale und gilt heute als Startschuss eines neuen Kunst- und Künstlerverständnisses zu Beginn des neuen Millenniums in Shanghai. Ausstellungsorte für die extrem provokativen, zum Teil auch aggressiven Kunstwerke der insgesamt 46 jungen und teils bereits etablierten chinesischen Künstler war die ein Jahr zuvor eröffnete, 900 m2 große Eastlink Gallery im damals noch neuen Galerien- und Künstlerviertel M50 (benannt nach der Adresse, 50 Moganshan Lu) sowie eine Lagerhalle in der West Suzhou River Road. Der chinesische Ausstellungstitel bedeutet so viele wie "Eine nicht kooperative Haltung", als "Übersetzung" entschied man sich für die englische Beschimpfung "Fuck Off"."*
Gleichwohl erlangten zahlreiche chinesische Künstler internationale Anerkennung und wurden etwa 2000 zur Kasseler Documenta eingeladen. Zurückzuführen ist dies nicht zuletzt auf das engagierte Wirken außerhalb der Volksrepublik tätiger Museumskuratoren wie Hou Hanru. Aber auch Kuratoren im Inland wie Gao Minglu verbreiteten die Idee von Kunst als starker Kraft innerhalb der chinesischen Kultur.
Zu den derzeit den bekanntesten Malern seines Landes zählt Cao Yingyi (* 1939 in Tongling / Provinz Anhui). In  amerikanischen Kunstkreisen wird er als "Impressionist der chinesischen Tusch‐ und Aquarellmalerei" bezeichnet. Anfang der 1990er Jahre erhielt Cao Yingyi den Ehrenbürgertitel der beiden amerikanischen Städte Columbia City (South Carolina) und Bethlehem (Pennsylvania). In Bethlehem City wurde der 24. September 1993 zum "Cao Yingyi‐Tag" erklärt. Cao Yingyi hatte zahlreiche namhafte Lehrmeister, u. a. war er Schüler des großen chinesischen Malers Fu Baoshi (1904‐65), der heute zu den bedeutendsten Malern Chinas im 20. Jahrhundert gerechnet wird. Schon als junger Mann kam Cao Yingyi mit der westlichen Malerei in Kontakt. Er wurde sowohl vom französischen Impressionismus als auch von sozialkritischen Künstlern wie der Anfang der 1930er Jahre in chinesischen Kunstkreisen sehr bekannten Käthe Kollwitz (1867‐1945) oder dem belgischen Künstler Frans Masereel (1889‐1972) beeinflusst. Neben großformatigen Landschaftsmalereien Cao Yingyis, deren lyrische Qualität dem Maler den Titel "Dichter der chinesischen Tuschmalerei" eingebracht hat (man spricht heute in China sogar vom "Cao‐Stil"), ist auch die Dunhuang-Serie zu erwähnen, Bilder, die innerhalb der chinesischen Kunstwelt eine Sonderstellung einnehmen und als außerordentliche Rarität angesehen werden dürfen.  Mit seinen Kalligraphien gilt Cao Yingyi – in der Nachfolge des großen Malers Qi Baishi (1863‐1957) – als der führende chinesische Maler des Krebsmotivs in China. Im Kölner Chinajahr 2012 war Cao Yingyi Ehrengast.
Seit der Berufung von Xi Jinping zum “Überragenden Führer” (Staats- und Parteichef) Chinas gehen die Staatssicherheitsbehörden deutlich schärfer gegen vermeintlich kritischer Kunst im öffentlichen Raum vor. Kunstausstellungen sollen nach Ansicht von Chinas Staats- und Parteiführung überwiegend „positive Energie“ verbreiten. Werke mit vermeintlich unangenehmen Inhalten sind zumindest im öffentlichen Raum nicht gewünscht. 
Zu den bedeutendsten zeitgenössischen bildenden Künstlern gehören Cao Yingyi (领英; *1939), Ai Xuan (* 1947), Wáng Guǎngyì (王广义; * 1956), Xú Bīng (徐冰; * 1955), Wu Shan Zhuan (* 1960), Huáng Yǒng Pīng (黄永砯, * 1954), Wéndá Gǔ (谷文達, * 1956), Lǚ Shèngzhōng (吕胜中, * 1952), Ai Weiwei (艾未未, * 1957), Badiucao (巴丟草, * 1986) und Mǎ Qīngyún (马青云, * 1965).
Zahlreiche kritische zeitgenössische bildende Künstler leben im Exil, so etwa Ai Weiwei und Badiucao.